# Zamek Kumamoto
Zamek Kumamoto (jap. 熊本城 Kumamoto-jō); inna nazwa: Zamek Miłorzębu (jap. 銀杏城 Ginnan-jō) – zamek zlokalizowany na wzgórzu w mieście Kumamoto, w Japonii. 

## Opis
Jest to duża i bardzo dobrze ufortyfikowana budowla. Uważany jest za jeden z trzech głównych zamków w Japonii, obok zamków Himeji i Matsumoto.
W 1960 roku donżon (tenshukaku), główna wieża zamku, został zrekonstruowany z użyciem betonu. Kilka sąsiadujących budynków drewnianych kompleksu zachowało swój pierwotny charakter. Trzynaście konstrukcji znajdujących się na wzniesieniu zamkowym uznano za ważne obiekty kulturowe. W lutym 2006 roku zamek został wpisany przez Nihon Jōkaku Kyōkai (Stowarzyszenie Zamków Japońskich) na listę stu najważniejszych zamków w Japonii.
W pobliskim parku San-no-maru znajduje się Hosokawa Gyōbu-tei, była rezydencja klanu Hosokawa pochodząca z okresu Edo. Drewniany budynek otoczony jest ogrodem japońskim.

## Historia

### Od powstania do XXI wieku

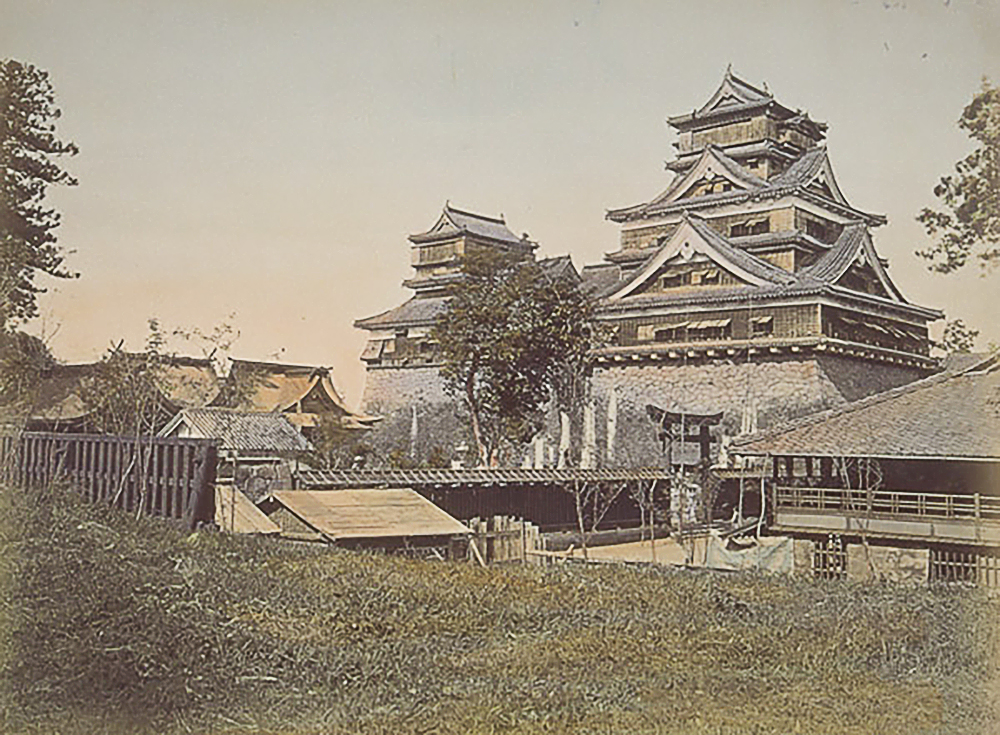
Zamek Kumamoto (1871–1874)

W 1467 roku powstały pierwsze fortyfikacje zamku Kumamoto, których twórcą był Hidenobu Ideta. W 1496 roku Chikakazu Kanokogi rozbudował fortyfikacje po drugiej stronie góry. W 1588 roku Kiyomasa Katō (1561–1611) został przeniesiony do zamku Kumamoto, który miał jeszcze oryginalną formę. W latach 1601–1607 Katō znacznie rozbudował zamek, przekształcając go w kompleks zamkowy z 49 wieżami, 18 bramami wieżowymi i 29 mniejszymi bramami. Mniejsza wieża zamkowa, zbudowana niedługo po powstaniu głównej wieży, mieściła m.in. kuchnię. W 1610 roku ukończono budowę pałacu Honmaru Goten. Rozmiary całego kompleksu wynoszą: ok. 1,6 km (wsch.–zach.) i ok. 1,2 km (płn.–płd.). Donżon mierzy 30,3 m wysokości.
W 1877 roku zamek był oblegany podczas buntu Satsumy, w efekcie czego spłonął donżon oraz połowa konstrukcji zespołu zamkowego. W 1960 roku główna wieża została zrekonstruowana z użyciem betonu. W latach 1998–2008 kompleks zamkowy przeszedł prace renowacyjne. Na początku grudnia 2007 roku zakończyła się gruntowna renowacja wewnętrznego pałacu, co w kwietniu 2008 roku zostało uhonorowane publiczną ceremonią.

### Trzęsienie ziemi (2016)

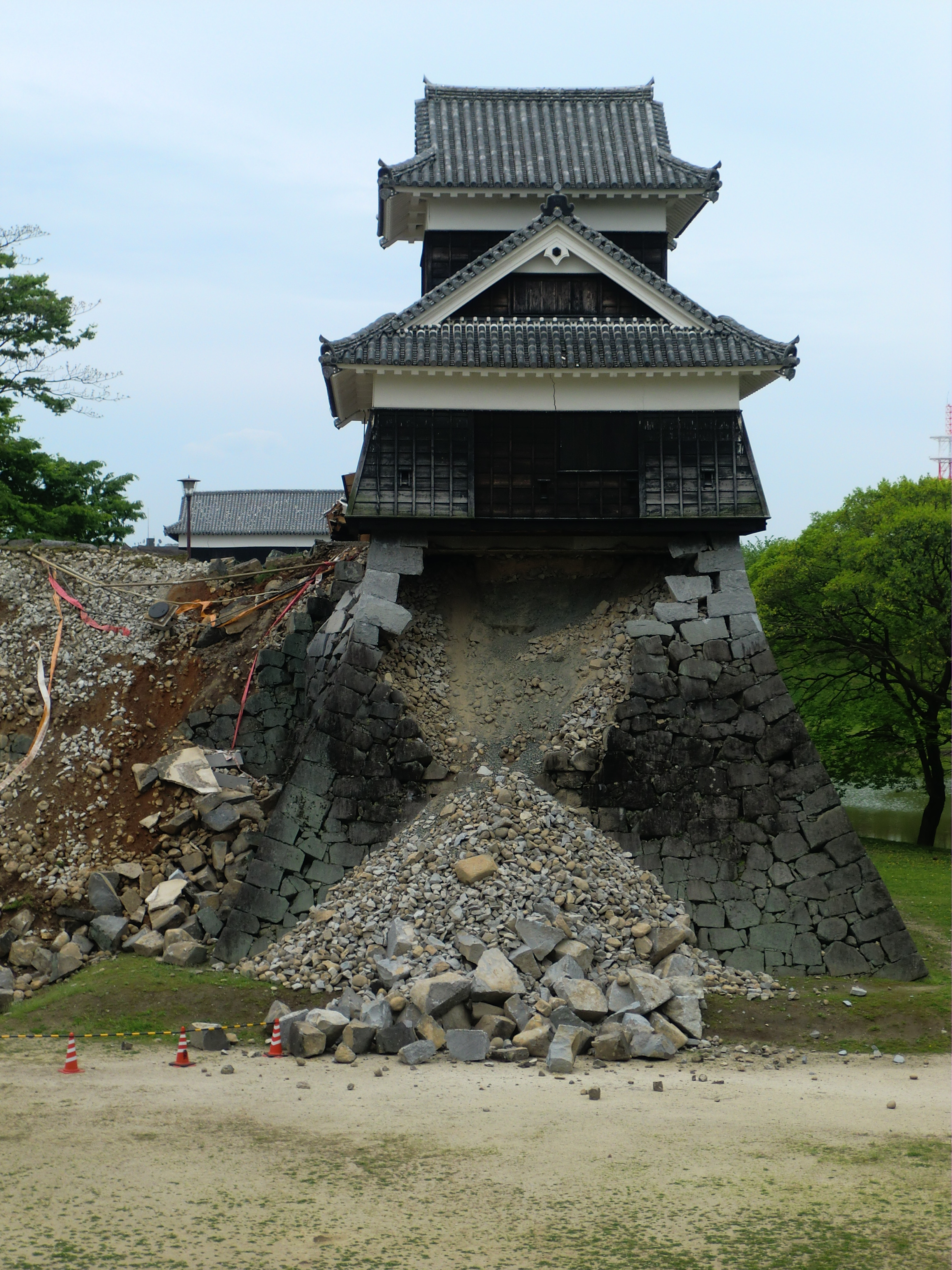
Jedna z wież zniszczona podczas trzęsień ziemi (2016)

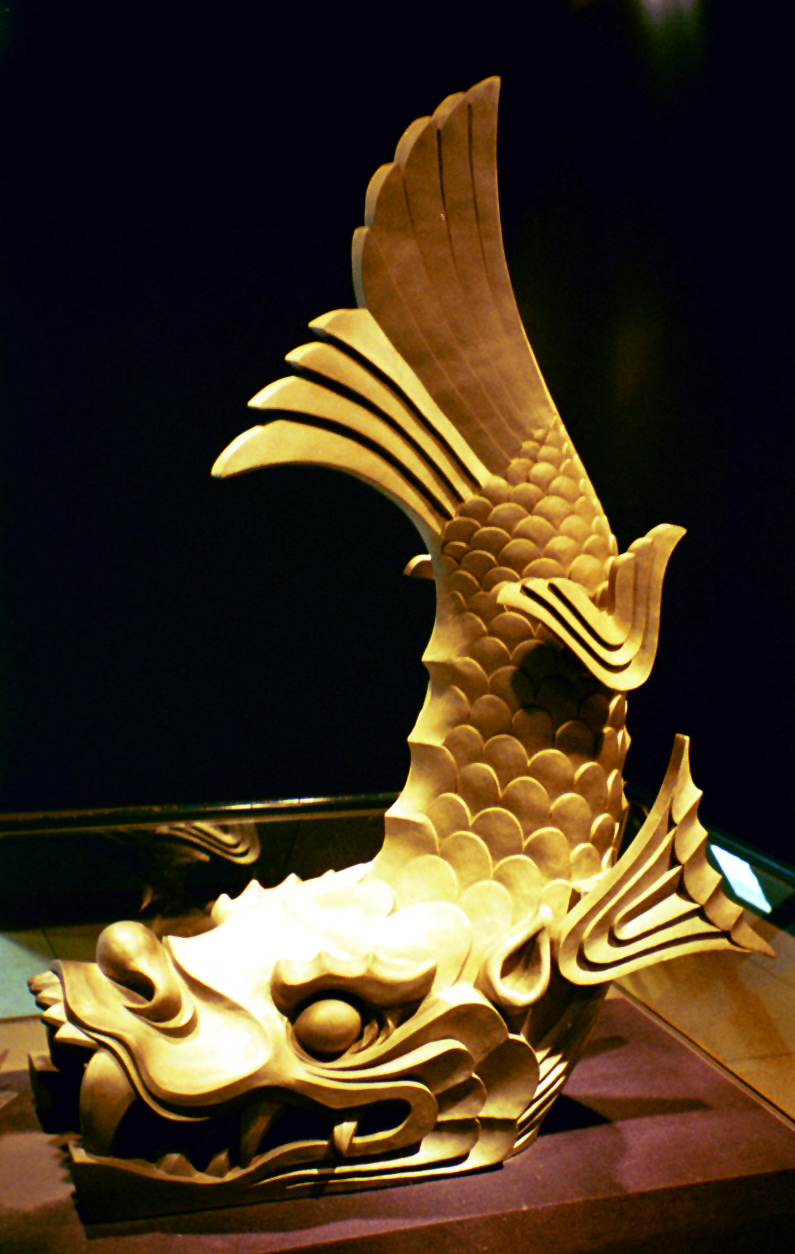
Shachihoko, replika oryginalnego ornamentu

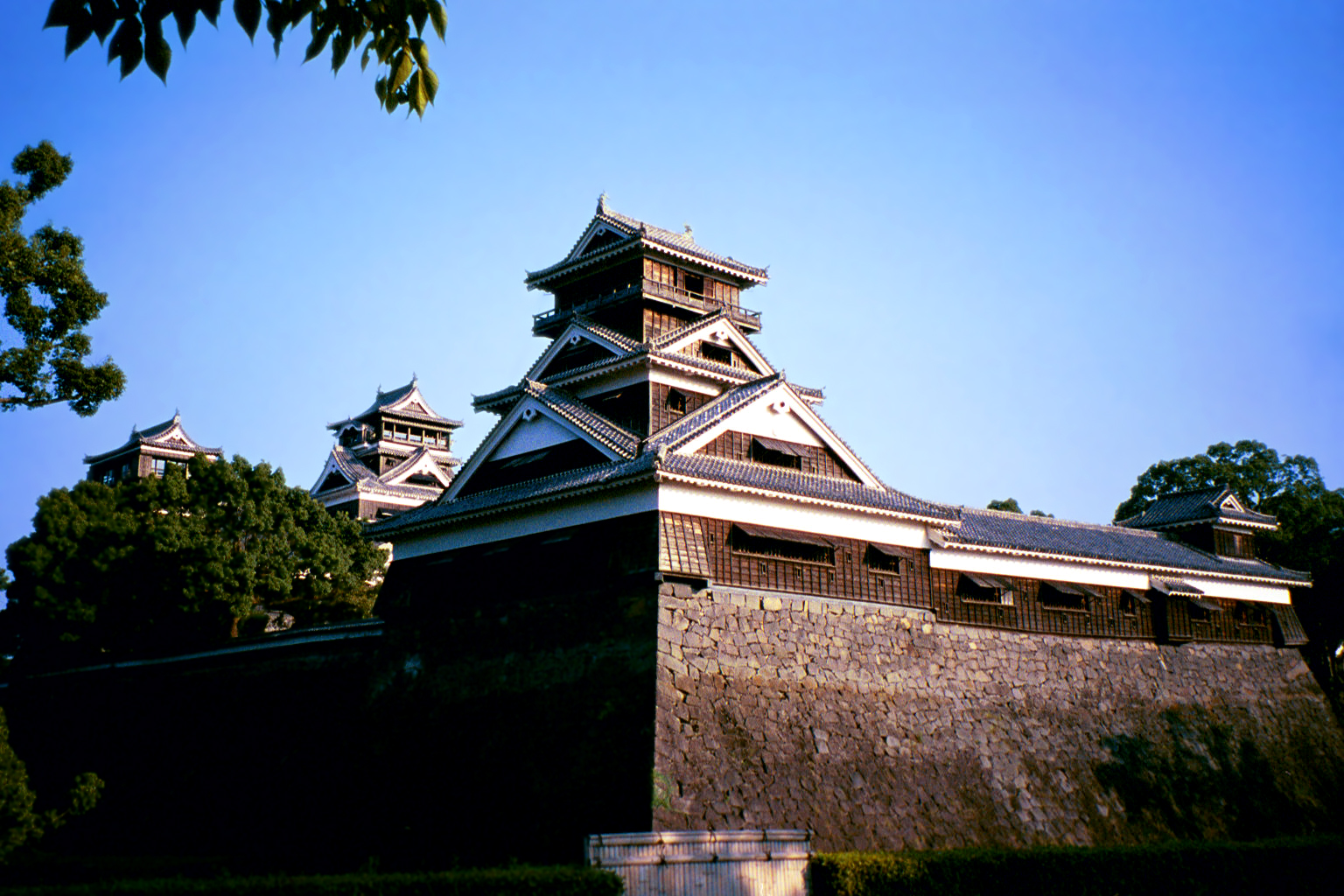
Zamek Kumamoto

W efekcie trzęsień ziemi, które miały miejsce 14 (magnituda: 6,5) i 16 (7,3) kwietnia 2016 roku zamek został poważnie uszkodzony. Dwie wieże (yagura) zawaliły się całkowicie, a kamienne ściany u podnóża zamku – częściowo. Kilka zamkowych ornamentów (np. shachihoko, mityczny karp z głową lwa i ciałem ryby) spadło z dachu wieży i rozpadło się. Sam donżon wytrzymał większość trzęsień, odnosząc jedynie nieznaczne uszkodzenia strukturalne.
Czas przeznaczony na pełną i kompleksową odbudowę kompleksu oszacowano na kilkadziesiąt lat. Według szefa lokalnego przedsiębiorstwa budowlanego, które na przestrzeni lat pracowało nad odnowieniem zabudowań zamkowych, trzęsienie ziemi z 2016 roku zniweczyło blisko 60 lat prac renowacyjnych.
Na początku czerwca 2016 roku podjęto pierwsze próby odbudowy zamku. Zakończenie restauracji głównej wieży zaplanowano na 2019 rok. Ostateczny termin kompleksowej odbudowy i restauracji całego zespołu zamkowego został zaplanowany na 2036 rok. W kwietniu 2018 roku dwa nowo wykonane ornamenty shachihoko zostały zainstalowane na dachu dużej wieży tenshukaku.

### Chronologia
źródło:
- 1467: pierwotne umocnienia
- 1496: rozbudowa
- 1601–1607: rozbudowa
- 1610: pałac Honmaru Goten (renowacja ukończona w kwietniu 2008 r. po blisko 50 latach prac)[21]
- 1960: odbudowa
- 1998–2008: odbudowa
- 2016–(?): remont po trzęsieniu ziemi[6]

## Galeria

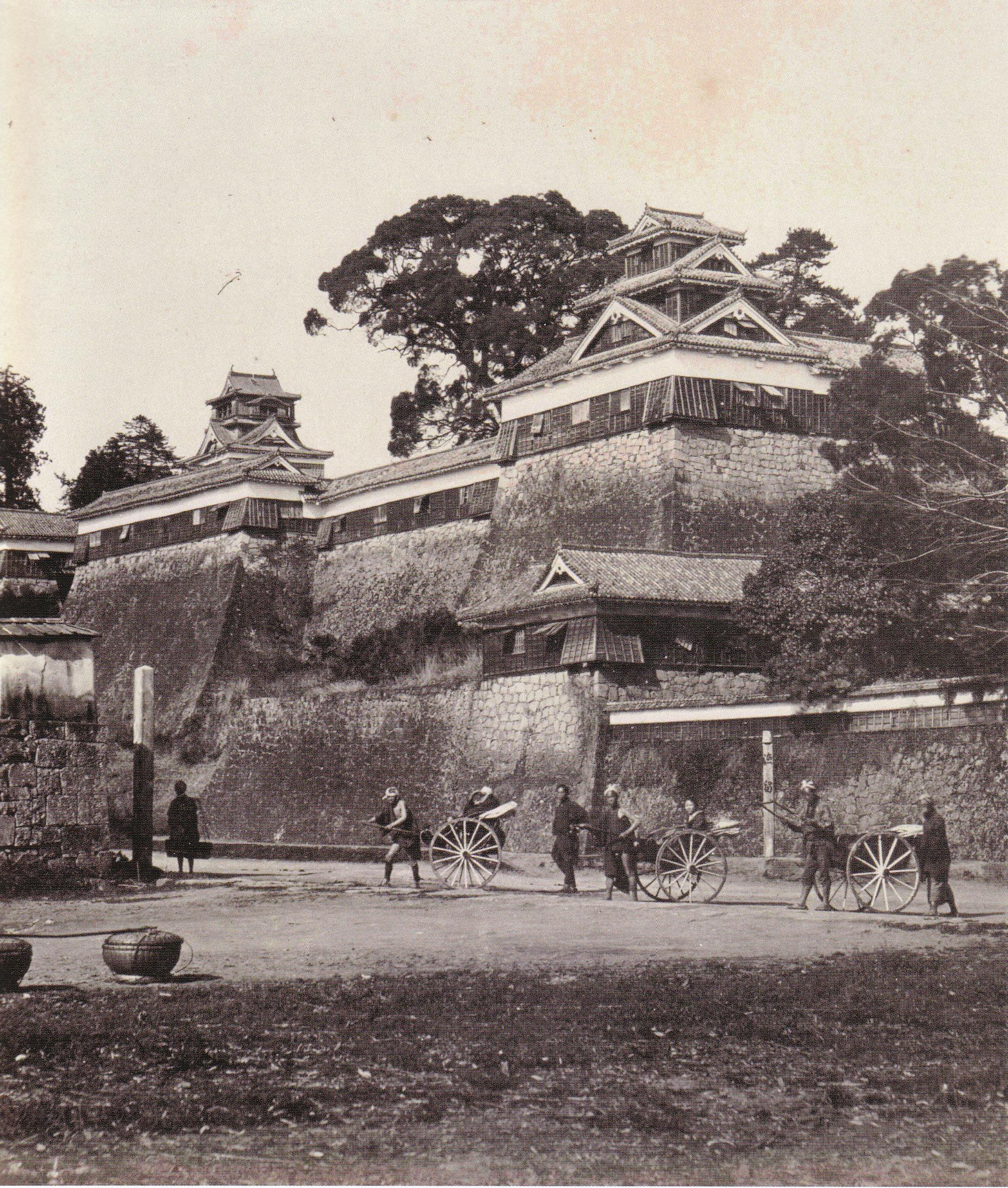
Zamek w 1874
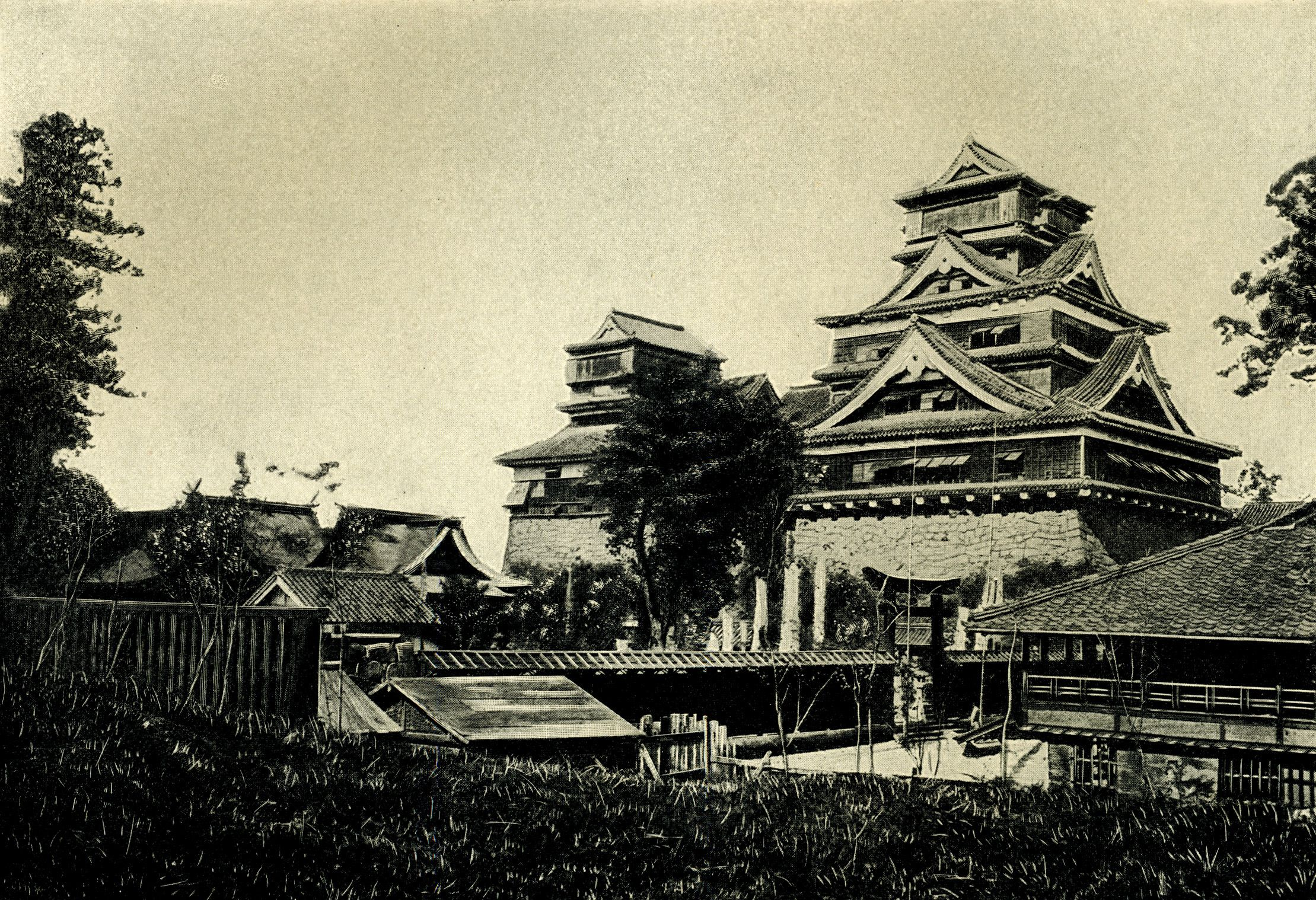
Zamek przed 1902
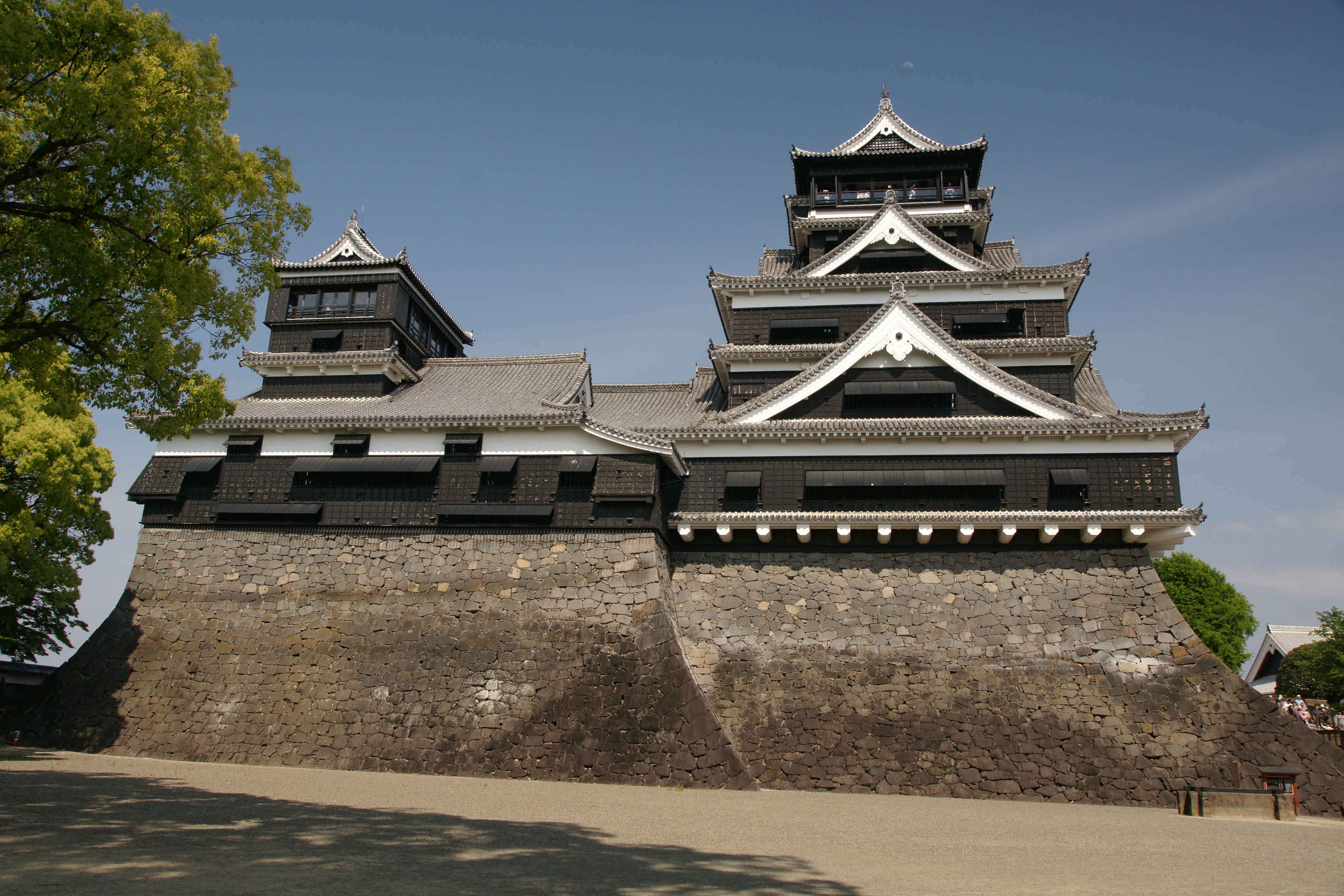
Zamek w 2009
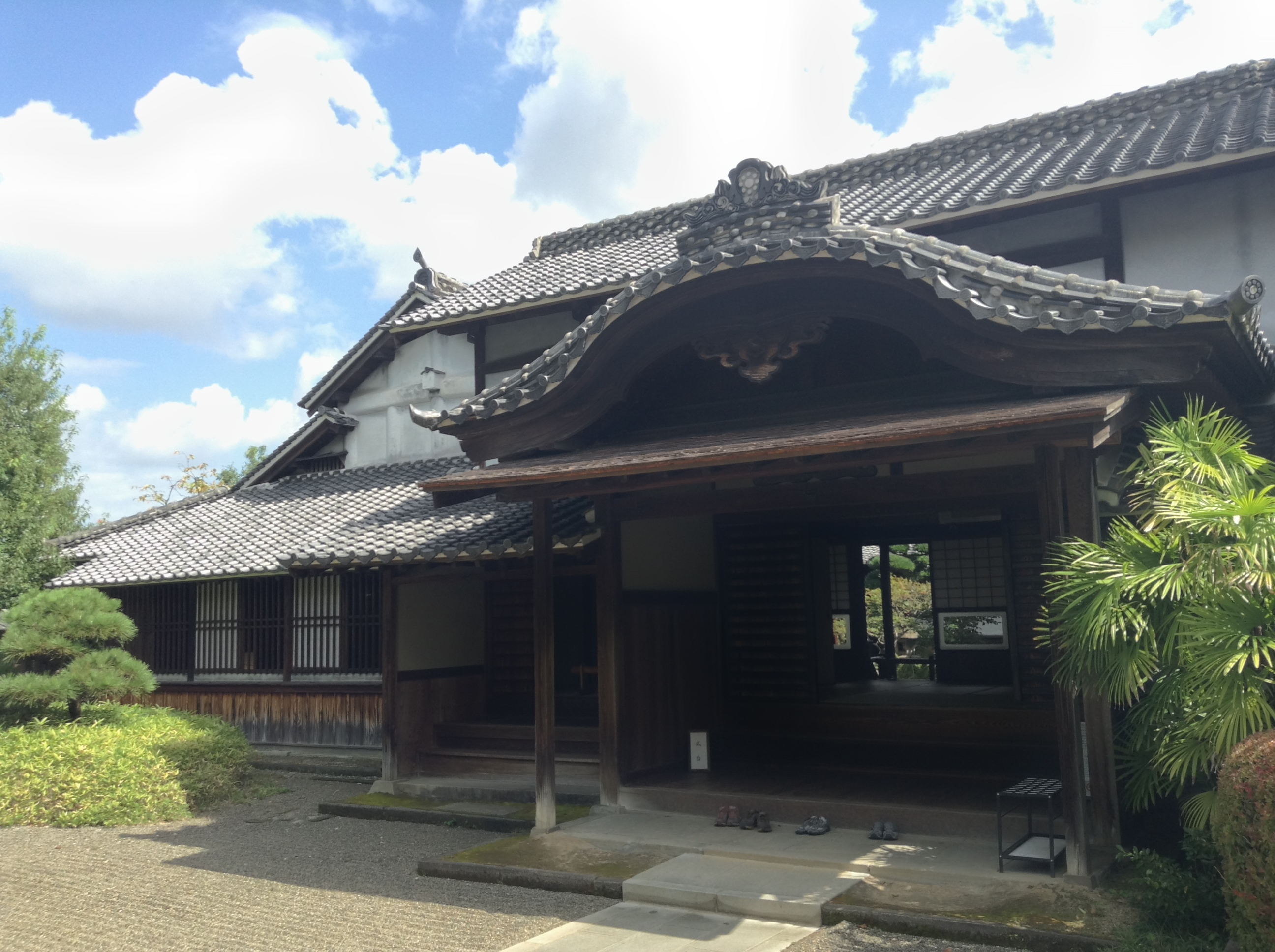
Hosogawa-Gyōbu-tei
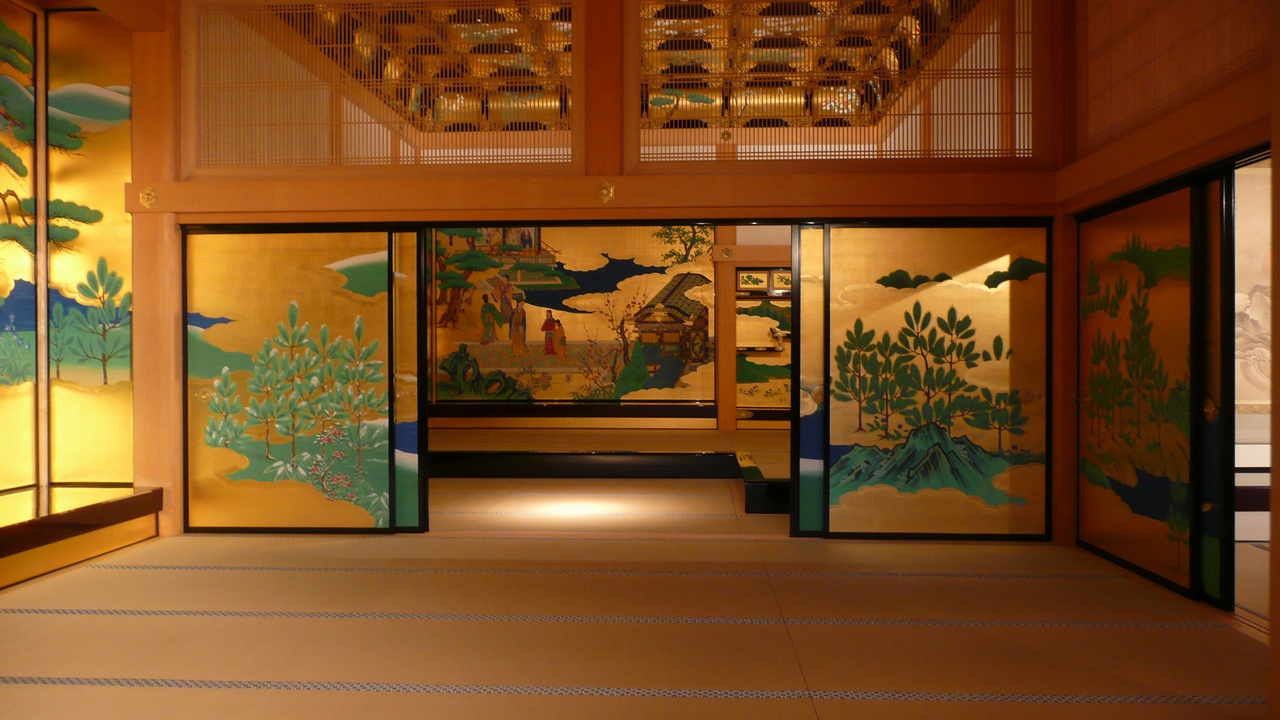
Sala Shokun-no-Ma w Honmaru Goten